# Henoc Inonga Baka
Henoc Inonga Baka (ur. 1 listopada 1993 w Kinszasie) – piłkarz z Demokratycznej Republiki Konga grający na pozycji środkowego obrońcy. Od 2021 jest zawodnikiem klubu Simba SC.

## Kariera klubowa
Swoją karierę piłkarską Baka rozpoczął w klubie FC Renaissance du Congo. W sezonie 2016/2017 zadebiutował w jego barwach w pierwszej lidze kongijskiej. W 2018 roku przeszedł do DC Motema Pembe, z którym w sezonie 2020/2021 zdobył Puchar Demokratycznej Republiki Konga. W 2021 roku został zawodnikiem tanzańskiego Simba SC. W sezonach 2021/2022 i 2022/2023 wywalczył z nim dwa wicemistrzostwa Tanzanii.

## Kariera reprezentacyjna
W reprezentacji Demokratycznej Republiki Konga Baka zadebiutował 17 stycznia 2021 w wygranym 1:0 meczu Mistrzostw Narodów Afryki 2020 z Kongiem, rozegranym w Duali. W 2024 roku powołano go do kadry na Puchar Narodów Afryki 2023. Rozegrał w nim pięć meczów: grupowe z Zambią (1:1) i z Marokiem (1:1), w 1/8 finału z Egiptem (1:1, k. 8:7), ćwierćfinałowy z Gwineą (3:1) i półfinałowy z Wybrzeżem Kości Słoniowej (0:1).